# Winnetoon (Nebraska)
Winnetoon je selo u američkoj saveznoj državi Nebraska. Prema popisu stanovništva iz 2010. u njemu je živjelo 68 stanovnika.